# Œniadæ
Œniadæ (forme latinisée, usuelle en français, prononcée [enjade]) ou Oiniadai (du grec ancien : Οἰνιάδαι) est un port maritime de la Grèce antique, en Étolie-Acarnanie, à l'ouest du village actuel de Katochi, juste au nord d'un méandre du tumultueux fleuve Achéloos, près de son embouchure.  
Le site du port antique est aujourd'hui situé à l'intérieur des terres, à 3 km de la côte, au sein du parc national de Missolonghi-Etolikó.

## Vestiges archéologiques
On voit, sur l'ancienne citadelle, un théâtre grec du IIIe siècle av. J.-C., creusé dans la colline, avec les vestiges de la scène et de l’orchestra en demi-cercle (38° 24′ 34″ N, 21° 11′ 55″ E).
Au pied de la colline, au nord, se trouvent des cales antiques de navires tout à fait exceptionnelles : six cales adjacentes (cinq semblables juxtaposées, une sixième plus grande), creusées dans le roc (38° 24′ 41″ N, 21° 11′ 37″ E).

### Numismatique
Cette cité émettait sa propre monnaie.